# Žičnica s pritoki
Žičnica s pritoki este o arie protejată (arie specială de conservare — SAC, sit de importanță comunitară — SCI) din Slovenia întinsă pe o suprafață de 10,9 ha, integral pe uscat.

## Localizare
Centrul sitului Žičnica s pritoki este situat la coordonatele 46°18′37″N 15°24′10″E / 46.3103°N 15.4029°E.

## Înființare
Situl Žičnica s pritoki a fost declarat sit de importanță comunitară în aprilie 2013 pentru a proteja 1 specie de animale. Situl a fost protejat și ca arie specială de conservare în aprilie 2015.

## Biodiversitate
Situată în ecoregiunea alpină, aria protejată nu include niciun habitat protejat.
La baza desemnării sitului se află o specie protejată de  nevertebrate: Austropotamobius torrentium.